# Axel Vang Christensen
Axel Vang Christensen (født 30. juli 2004) er en dansk atlet og medlem af FIF Hillerød.
Ved DM i 10 kilometer landevejsløb i april 2022 vandt han guld, da han kom i mål 44 sekunder før nummer 2, Jacob Sommer Simonsen, og 60 sekunder før nummer 3, Thijs Nijhuis. I november 2021 havde han 38 danske juniorrekorder, seks uofficielle europæiske rekorder og tre uofficielle verdensrekorder. I december 2021 vandt han guld i cross ved EM i Dublin i U20-klassen.
Han udgik af 3000 meters forhindringsløb ved EM i atletik 2022, da hans venstre knæ vred sig på en uheldig måde midt i et hop, så han skulle bæres ud af samaritter. Han har tidligere i samme disciplin for U20 ved EM vundet sølv.
Axel Vang Christensen blev student fra Frederiksborg Gymnasium og HF i sommeren 2022. I oktober 2022 vandt han Motionsløbet Eremitageløbet.